# Branko Strupar
Branko Strupar   (Zagreb, 9 de febrer de 1970) és un exfutbolista belga. Va formar part de l'equip belga a la Copa del Món de 2002.